# بطورس
قرية بطورس هي إحدى القرى التابعة لمركز أبو حمص في محافظة البحيرة في جمهورية مصر العربية. حسب إحصاءات سنة 2006، بلغ إجمالي السكان في بطورس 30776 نسمة، منهم 15403 رجل و15373 امرأة.

## التاريخ
قرية بطورس من القرى القديمة، واسمها الأصلي وقت الفتح الإسلامي لمصر بدلاس (بالإنجليزية: Padalas)‏، وقد وردت باسم بطورس في أعمال حوف رمسيس ضمن قرى الروك الصلاحي التي أحصاها ابن مماتي في كتاب قوانين الدواوين، كما وردت باسم بطورس في أعمال البحيرة ضمن قرى الروك الناصري التي أحصاها ابن الجيعان في كتاب «التحفة السنية بأسماء البلاد المصرية». وفي العصر العثماني كان اسمها في تربيع سنة 933هـ/1527م الذي أجراه الوالي العثماني سليمان باشا الخادم في عصر السلطان العثماني سليمان القانوني بطورس ضمن قرى ولاية البحيرة، وفي تاريخ 1228هـ/1813م الذي عدّ قرى مصر بعد المسح الذي قام به محمد علي باشا باسم بطورس ضمن قرى مديرية البحيرة.